# Allerik Freeman
Allerik Juwan Freeman (Norfolk, 30 ottobre 1994) è un cestista statunitense.